# Liste des épisodes de Saint Seiya Omega
Cet article présente la liste des épisodes de la série télévisée d'animation japonaise Saint Seiya Omega, faisant suite à la première série télévisée, Saint Seiya. Elle est regroupée en deux saisons par arc narratif.

## Généralités
Au Japon, la première saison a été diffusée du 1er avril 2012 au 31 mars 2013 sur TV Asahi. Le 23 février 2013, une deuxième saison a été annoncée, prévue en deux arcs, intitulés arc Nouvelles Armures (New Cloth) et arc Éveil d'Omega (Ω覚醒編). Elle a été diffusée du 7 avril 2013 au 30 mars 2014 sur TV Asahi avec un total de 97 épisodes.
En France, la première saison a été diffusée du 13 mars 2013 au 13 décembre 2013 sur Canal J. La deuxième saison de la série est diffusée depuis le 15 février 2014 et s'est interrompue le 17 mars 2014.

## Liste des épisodes

### Première saison: ArcMars, Dieu de la Guerre(2012-2013)
Note : La liste des épisodes de la première saison sont les titres officiels.
Cette saison est composée de 51 épisodes.
| No | Titre français                                                                             | Titre japonais                               | Titre japonais | Date de 1re diffusion |
| No | Titre français                                                                             | Kanji                                        | Rōmaji | Date de 1re diffusion |
| -- | ------------------------------------------------------------------------------------------ | -------------------------------------------- | --- | --------------------- |
| 01 | Sauvé par Seiya. La Légende des Chevaliers du Zodiaque renaît !                            | 星矢が救った命！甦れ聖闘士伝説！             | Seiya ga sukutta inochi! Yomigaere Seinto densetsu! (Une vie sauvée par Seiya ! La légende des chevaliers, ressuscitée !)                     | 1er avril 2012        |
| 02 | Le Départ. Une nouvelle génération de Chevalier !                                          | 旅立ち！新世代の聖闘士！                     | Tabidachi! Shinsedai no Seinto! (En route ! Chevalier de la nouvelle génération !)                                                            | 8 avril 2012          |
| 03 | La Loi du masque. Le Chevalier qui maîtrisait le Vent !                                    | 仮面の掟！風の聖闘士現わる！                 | Kamen no okite! Kaze no Seinto arawaru! (La loi du masque ! Le Chevalier du Vent apparaît !)                                                  | 15 avril 2012         |
| 04 | Le Fils d'un héros. Ryūhō contre Kōga !                                                    | 英雄の息子！龍峰対光牙！                     | Eiyū no Musuko! Ryūhō tai Kōga! (Le fils d'un héros ! Ryūhō contre Kōga !)                                                                    | 22 avril 2012         |
| 05 | Concours d'entrée. La Course de l'enfer !                                                  | 選抜試験！決死のキャンプに挑め！             | Senbatsu Shiken! Kesshi no Kyanpu ni Idome! (Test de sélection ! Interpellés dans le camp de la mort !)                                       | 29 avril 2012         |
| 06 | Lever de rideau. Le tournoi peut commencer !                                               | 開幕！聖闘士ファイト！                       | Kaimaku! Seinto Faito! (Le rideau se lève ! Combats de Chevaliers !)                                                                          | 6 mai 2012            |
| 07 | Les Poings d'un ami. Les Météores de Pégase !                                              | 友の拳！打て、 ペガサス流星拳！              | Tomo no Kobushi! Ute, Pegasasu Ryūsei-ken! (Le poing d'un ami ! Frappe, météores de Pégase !)                                                 | 13 mai 2012           |
| 08 | Une rencontre prédestinée. Le Terrible Chevalier d'Or !                                    | 宿命の出会い！衝撃の黄金聖闘士！             | Shukumei no Deai! Shōgeki no Gōrudo Seinto! (Rencontre avec le destin ! Le formidable Chevalier d'Or !)                                       | 20 mai 2012           |
| 09 | Le Sanctuaire menacé. Accours, Chevalier ninja !                                           | 聖域の危機！忍者聖闘士, 駆ける！             | Sankuchuari no kiki! Ninja seinto, kakeru! (La crise du Sanctuaire ! Haruto, le chevalier ninja !)                                            | 27 mai 2012           |
| 10 | Sauvetage périlleux. Encore un Chevalier d'Or !                                            | 決死の奪還！もう一人の黄金聖闘士！           | Kesshi no Dakkan! Mou hitori no Gōrudo Seinto! (Sauvetage du désespoir ! Un Chevalier d'Or de plus !)                                         | 3 juin 2012           |
| 11 | Protéger Aria coûte que coûte. Sonia la Tenace passe à l'attaque !                         | アリアを守れ！追跡者ソニアの襲撃！           | Aria wo Mamore! Tsuisekisha Sonia no Shūgeki! (Protéger Aria coûte que coûte ! Sonia la tenace passe à l'attaque !)                           | 10 juin 2012          |
| 12 | Un cosmos en héritage. Shun, le Chevalier légendaire !                                     | 受け継がれる小宇宙！伝説の聖闘士、瞬！       | Uketsugareru Kosumo! Densetsu no Seinto, Shun! (L'héritage du cosmos ! Shun, le Chevalier légendaire !)                                       | 17 juin 2012          |
| 13 | Le Message de Seiya : Je vous confie Athéna !                                              | 星矢のメッセージ！お前たちに、アテナを託す！ | Seiya no Messēji! Omaetachi ni, Atena o takusu! (Le message de Seiya ! Je vous confie Athéna !)                                               | 24 juin 2012          |
| 14 | Retrouvailles en terre natal. L'Élève affronte le Maître !                                 | 故郷での再会！雪原の師弟対決！               | Kokyō de no Saikai! Setsugen no Shitei Taiketsu! (Réunion dans mon pays natal ! Le duel du mentor et son disciple dans les champs de neige !) | 1er juillet 2012      |
| 15 | Les Crocs venimeux. Piège au deuxième vestige !                                            | 迫る毒牙！ 陰謀うずまく第二の遺跡！          | Semaru Dokuga! Inbō Uzumaku Dai-ni no Iseki! (Les crochets venimeux accérés ! Le deuxième complot approchant !)                               | 15 juillet 2012       |
| 16 | L'Étoile de la destinée. La Voie des Chevaliers !                                          | 運命の星のもとに！聖闘士達の生きる道！       | Unmei no hoshi no moto ni! Seinto-tachi no ikiru michi! (Sous l'étoile du destin ! La manière de vivre des Chevaliers !)                      | 22 juillet 2012       |
| 17 | Protéger ce qui est précieux. Le Réparateur d'armures !                                    | 守るべきもの！聖衣の修復師と伝説の鉱石！     | Mamorubekimono! Kurosu no Shūfukushi to Densetsu no Kōseki! (Nous devons le protéger ! Le réparateur d'armure et le minerais légendaire !)    | 29 juillet 2012       |
| 18 | La Flamme de la vengeance. Sōma : Le Combat d'une destinée !                               | 復讐の炎！蒼摩、因縁の闘い！                 | Fukushū no honō! Sōma, in'nen no tatakai! (Les flammes de la vengeance ! Le combat prédestiné de Sōma !)                                      | 5 août 2012           |
| 19 | Le Secret du pic des cinq vieillards. Que la volonté de Shiryū soit transmise à son fils ! | 五老峰の秘密！継承せよ、父、紫龍の闘志！     | Gorōhō no Himitsu! Keishōse yo, Chichi, Shiryū no Tōshi! (Le secret des vieux cinq pics ! Hérite de l'esprit combatif de ton père Shiryū !)   | 12 août 2012          |
| 20 | Pour Aria ! Les Foudres d'Éden !                                                           | アリアのために！エデン、怒りの雷撃！         | Aria no tameni! Eden, Ikari no Raigeki! (Pour Aria ! Eden, l'attaque foudroyante de la colère !)                                              | 19 août 2012          |
| 21 | Pégase à terre. Un voyage pour reprendre courage !                                         | とべないペガサス！喪失からの旅立ち！         | Tobenai Pegasasu! Sōshitsu no Tabidachi! (Pégase incapable de voler ! Le voyage de la défaite !)                                              | 26 août 2012          |
| 22 | Ne jamais oublier son compagnon. La Voie du ninja, la fierté du Chevalier !                | 友への思い！忍びの道と聖闘士の矜持！         | Tomo he no Omoi! Shinobi no Michi to Seinto no Kyōji! (Les souvenirs d'un ami ! La voie du ninja et la fierté du chevalier !)                 | 2 septembre 2012      |
| 23 | Percée dans les rangs ennemis. Les Jeunes Chevaliers à nouveau réunis !                    | 敵陣突入！若き聖闘士、再集結！               | Tekijin Totsunyū! Wakaki Seinto, Saishūketsu! (Envahir le camp ennemi ! Jeunes chevaliers, réunissez-vous à nouveau !)                        | 9 septembre 2012      |
| 24 | Retrouvailles. Rendez-vous au dernier vestige !                                            | 再会を目指して！行け、最後の遺跡へ！         | Saikai o Mezashite! Ike, Saigo no Iseki he! (Pour ce retrouver ! Allons vers les dernières ruines !)                                          | 16 septembre 2012     |
| 25 | En territoire inconnu. Le Passé envahit le présent !                                       | 未知なる領域! めぐりあいの時！               | Michinaru Ryōiki! Meguriai no Toki! (En territoire inconnu ! L'instant d'une rencontre fortuite !)                                            | 23 septembre 2012     |
| 26 | Souvenirs et Vengeances. Le Piège du vestige des ténèbres !                                | 追憶と復讐！闇の遺跡の罠！                   | Tsuioku to Fukushū! Yami no Iseki no Wana! (Souvenir et vengeance ! Le piège des ruines des ténèbres !)                                       | 30 septembre 2012     |
| 27 | La Fin du périple. La Lumière de la jeune fille !                                          | 旅の終焉！ 少女の光と若者たち！              | Tabi no Shūen! Shōjo no Hikari to Wakamono-tachi! (La fin du voyage ! La jeune fille de la lumière !)                                         | 7 octobre 2012        |
| 28 | L'Armée d'élite. Les Chevaliers d'Or se rassemblent !                                      | 最強の軍団！黄金聖闘士集結！                 | Saikyō no Gundan! Gōrudo Seinto Shūketsu! (L'armée la plus puissante ! Le rassemblement des Chevaliers d'Or !)                                | 14 octobre 2012       |
| 29 | À l'aube d'une nouvelle bataille. Les Douze Maisons du Zodiaque !                          | 新たな闘いの幕開け！黄金十二宮！             | Aratana Tatakai no Makuake! Kōdōjyūnikyū! (Le début de la nouvelle bataille ! Les douze temples du zodiaque !)                                | 21 octobre 2012       |
| 30 | Des capacités phénoménales. Le Chevalier du Taureau !                                      | 驚異の実力！金牛宮の聖闘士！                 | Kyōi no Jitsuryoku! Kingyūkyū no Seinto! (La puissante énergie ! Le Chevalier du temple du Taureau !)                                         | 28 octobre 2012       |
| 31 | Le Choix fatidique. L'Énigme de la maison des Gémeaux !                                    | 運命の分岐点！ 双児宮の謎！                  | Unmei no Bunkiten! Sōjikyū no Nazo! (Le croisement du destin ! L'énigme des Gémeaux !)                                                        | 4 novembre 2012       |
| 32 | Une terreur infinie. La Macabre maison du Cancer !                                         | 真の恐怖！巨蟹宮に漂う妖気！                 | Makoto no Kyōfu! Kyokaikyū ni Tadayou Yōki! (La véritable terreur ! La maison lugubre du Cancer !!)                                           | 11 novembre 2012      |
| 33 | L'Essence du cosmos. Le Septième Sens !                                                    | 小宇宙(コスモ)の真髄！セブンセンシズ！       | Kosumo no Shinzui! Sebun Senshizu! (La quintessence du cosmos ! Le septième sens !)                                                           | 18 novembre 2012      |
| 34 | Entre la vie et la mort. Combat au royaume des ténèbres !                                  | 生死の狭間！冥界の闘い！                     | Seishi no Hazama! Meikai no Tatakai! (Entre la vie et la mort ! Combat en enfer !)                                                            | 25 novembre 2012      |
| 35 | Le Poing du Lion. Le Chagrin d'Éden !                                                      | 獅子の拳！ エデン、 傷心の闘い！             | Shishi no Kobushi! Eden, Shōshin no Tatakai! (Les poings du Lion ! La bataille d'Eden au cœur blessé !)                                       | 2 décembre 2012       |
| 36 | La Loyauté avant tout. Mycène, le poing d'un roi !                                         | 気高きプライド！ミケーネ、王者の拳！         | Kedakaki Puraido! Mikēne, Ōja no Kobushi! (Fierté sublime ! Mycene, les poings royals !)                                                      | 9 décembre 2012       |
| 37 | Un gardien inébranlable. Le Chevalier d'Or de la Vierge !                                  | 揺るぎなき守護者！乙女座の黄金聖闘士！       | Yuruginaki Shugosha! Barugo no Gōrudo Seinto! (Le gardien imperturbable ! Le Chevalier d'Or de la Vierge !)                                   | 16 décembre 2012      |
| 38 | Une rébellion courageuse. La Décision d'Éden !                                             | 勇敢なる反逆！エデン、決意の闘志！           | Yūkan naru Hangyaku! Eden, Ketsui no Tōshi! (La trahison héroïque ! La détermination de l'esprit d'Eden !)                                    | 23 décembre 2012      |
| 39 | Retrouvailles à la maison de la Balance. Chevalier d'Or contre Chevalier d'Or !            | 天秤座の再会！激突、黄金対黄金！             | Tenbinkyū no Saikai! Gekitotsu, Gōrudo tai Gōrudo! (Retrouvaille dans le temple de la Balance ! Duel, Chevalier d'Or contre Chevalier d'Or !) | 6 janvier 2013        |
| 40 | La Détermination de Sonia. Rompre les chaînes du destin !                                  | ソニアの覚悟！因縁の連鎖を断て！             | Sonia no Kakugo! Innen no Rensa o Tate! (La résolution de Sonia ! La chaîne du destin est brisé !)                                            | 13 janvier 2013       |
| 41 | L'Ambition de Tokisada. Le Conquérant de la fin des temps !                                | 時貞の野望！時間の果ての覇者！               | Tokisada no Yabō! Jikan no Hate no Hasha! (L'ambition de Tokisada ! Le champion au-delà du temps !)                                           | 20 janvier 2013       |
| 42 | Le Chevalier d'Or félon. Ionia contre Kōga !                                               | 裏切りの黄金聖闘士！イオニア対光牙！         | Uragiri no Gōrudo Seinto! Ionia tai Kōga! (Le traître des Chevaliers d'Or ! Ionia contre Kôga !)                                              | 27 janvier 2013       |
| 43 | La Résurrection des seigneurs de guerre. À l'assaut de la dernière maison !                | 軍神復活！突入、最後の宮！                   | Gunshin Fukkatsu! Totsunyū, Saigo no Kyū! (La résurrection de la guerre des dieux ! Pénétrer dans le dernier temple !)                        | 3 février 2013        |
| 44 | Pour mes compagnons, la force cachée de Kōga !                                             | 仲間のために！光牙に秘められし力！           | Nakama no Tameni! Kōga ni Himerareshi Chikara! (Pour mes amis ! Le pouvoir caché de Koga !)                                                   | 10 février 2013       |
| 45 | La Fureur du Dieu de la guerre. Mars et Ludwig !                                           | 荒ぶる軍神！マルスとルードヴィグ！           | Araburu Gunshin! Marusu to Rūdovigu! (Le malveillant Dieu de la Guerre ! Mars et Ludwig !)                                                    | 17 février 2013       |
| 46 | Kōga et Éden. Jeunes Chevaliers, enflammez votre cosmos contre les ténèbres !              | 光牙とエデン！若き小宇宙よ、闇を討て！       | Kōga to Eden! Wakaki Kosumo yo, Yami o Ute! (Kōga et Eden ! Le jeune cosmos, combat les ténèbres !)                                           | 24 février 2013       |
| 47 | L'Infime espoir. Un nouveau champ de bataille !                                            | わずかな希望！新たなる闘いの地！             | Wazukana Kibō! Aratanaru Tatakai no Chi! (Le seul espoir ! Un nouveau champ de bataille !)                                                    | 3 mars 2013           |
| 48 | Compagnons, rassemblez-vous ! L'Incroyable Cosmos de Kōga !                                | 友よ集え！光牙のみなぎる小宇宙！             | Tomo yo Tsudoe! Kōga pas Kosumo Minagiru! (Rassemblez vos amis ! Koga déborde de cosmos !)                                                    | 10 mars 2013          |
| 49 | Le Maître des ténèbres. Abzu le terrifiant !                                               | 闇の支配者！アプスの恐怖！                   | Yami no Shihaisha! Apusu no Kyofu! (Le prince des ténèbres ! La terreur d'Abzu !)                                                             | 17 mars 2013          |
| 50 | Le Vœu des jeunes Chevaliers. Entends leur souhait, Seiya !                                | 星矢に届け！若き聖闘士達の願い！             | Seiya ni Todoke! Wakaki Seinto-tachi no Negai! (S'inspirer de Seiya ! Le souhait des jeunes Chevaliers !)                                     | 24 mars 2013          |
| 51 | Brille Kōga ! L'Ultime Bataille entre la lumière et les ténèbres !                         | 輝け光牙！光と闇の最終決戦！                 | Kagayake Kōga! Hikari to Yami no Saishū Kessen! (L'éclatant Kōga ! La bataille finale entre la lumière et les ténèbres !)                     | 31 mars 2013          |

### Deuxième saison (2013-2014)
Note : La liste des épisodes de la deuxième saison sont les titres officiels.
Selon l'annonce de fin de diffusion, cette saison est composée de 46 épisodes,.

#### ArcNouvelles Armures
| No | Titre français                                                                           | Titre japonais                                                       | Titre japonais | Date de 1re diffusion |
| No | Titre français                                                                           | Kanji                                                                | Rōmaji | Date de 1re diffusion |
| -- | ---------------------------------------------------------------------------------------- | -------------------------------------------------------------------- | --- | --------------------- |
| 52 | Une nouvelle armure, reprends ton envol Pégase                                           | 新たな聖衣（クロス）！翔べ、新生（ニュー）ペガサス！                 | Arata na Kurosu! Tobe, Nyū Pegasasu! (Une nouvelle armure ! Prends ton envol, Nouveau Pégase !)                                               | 7 avril 2013          |
| 53 | Retrouvailles, enflamme ton âme Sōma                                                     | 再会！蒼摩よ、魂の炎を燃やせ！                                       | Saikai! Sōma yo, Tamashii no Honō wo Moyase! (Retrouvailles ! Sōma, laisse ton esprit flamboyant brûler !)                                    | 14 avril 2013         |
| 54 | Le courage sera votre force, que les armures renaissent                                  | 勇気を力に！聖衣（クロス）よ、生まれ変われ！                         | Yūki wo Chikara ni! Kurosu yo, Umarekaware! (Renforcer son courage ! L'armure doit renaître !)                                                | 21 avril 2013         |
| 55 | Un trésor inestimable, réveille-toi Dragon                                               | かけがえのないもの！目覚めよ、龍（ドラゴン）！                       | Kakegaenonaimono! Mezame yo, Doragon! (Ce qui est irremplaçable ! Éveille-toi, Dragon !)                                                      | 28 avril 2013         |
| 56 | Je veux résonner dans les cœurs, le cri d'Haruto                                         | 心に響け！栄斗のシャウト！                                           | Kokoro ni hibike! Haruto no shauto! (Du son dans les cœurs ! Le cri de Haruto !)                                                              | 5 mai 2013            |
| 57 | Vaincre Pégase. Éden, le guerrier solitaire !                                            | ペガサスを倒せ！孤高の戦士エデン！                                   | Pegasasu wo taose! kokō no senshi Eden! (Vaincre Pégase ! Éden, le guerrier solitaire !)                                                      | 12 mai 2013           |
| 58 | L'Apparition des quatre grands généraux, la guerre est déclarée entre Athéna et Pallas ! | 四天王現わる！アテナ対パラス全面対決！                               | Shitennō arawaru! atena tai parasu zenmen taiketsu! (Les quatre rois célestes font leur entrée ! Athéna contre Pallas, l'épreuve de force !)  | 19 mai 2013           |
| 59 | Les Deux Frères. Shun d'Andromède entre dans la bataille !                               | 兄弟の絆！アンドロメダ瞬、参戦！                                     | Kyōdai no kizuna! Andoromeda Shun, sansen! (Les liens fraternels ! Shun d'Andromède entre en guerre !)                                        | 26 mai 2013           |
| 60 | L'Étoile d'acier. La Détermination de Subaru !                                           | 鋼鉄（スチール）の星！昴よ、鋼の闘志を抱け！                         | Suchīru no Hoshi! Subaru yo, Hagane no tōshi wo idake! (L'Étoile d'acier ! Concentre ton esprit combatif d'acier, Subaru !)                   | 2 juin 2013           |
| 61 | L'armée ennemie approche. Le Siège de la Palestre !                                      | 迫る大軍勢！パライストラ防衛戦！                                     | Semaru daigunzei! Paraisutora bōeisen! (La grande armée approche ! Le combat pour défendre la Palestre !)                                     | 9 juin 2013           |
| 62 | Le Duel ultime : L'Épée sacrée contre l'épée de la Balance                               | 玄武の死闘！聖剣対天秤（ライブラ）の剣                               | Genbu no Shitō ! Seiken tai Raibura no ken ! (Le combat à mort de Genbu ! L'épée sacrée contre l'épée de la Balance !)                        | 23 juin 2013          |
| 63 | Seiya monte au front. La Décision d'Athéna                                               | 星矢、出陣！アテナの決意！                                           | Seiya, Shutsujin ! Atena no Ketsui ! (Seiya, en première ligne ! La décision d'Athéna !)                                                      | 7 juillet 2013        |
| 64 | L'Abrupt chemin vers Pallas Verda, en avant chevaliers !                                 | 進め聖闘士（セイント）！パラスベルダへの険しきへ道！                 | Susume Seinto ! Parasu Beruda e no Kewashiki Michi ! (Avancez, chevaliers ! La route inaccessible menant à Pallas Belda !)                    | 14 juillet 2013       |
| 65 | Un mur infranchissable. La Lance et le Bouclier                                          | 破れ鉄壁の門！天馬（ペガサス）の矛と龍（ドラゴン）の盾！             | Yabure Teppeki no mon ! Pegasasu no Hoko to Doragon no Tate ! (Détruire l'inébranlable porte ! La lance de Pégase et le bouclier du Dragon !) | 21 juillet 2013       |
| 66 | La Lutte acharnée des chevaliers d'acier. Les Héros anonymes                             | 鋼鉄（スチール）奮闘！名もなき勇者たち！                             | Suchīru Funtō! Namonaki Yūsha-tachi! (La lutte de l'acier ! Les héros anonymes !)                                                             | 28 juillet 2013       |
| 67 | Le Cosmos prodigieux de Subaru. La Mission d'Eden                                        | 昴、驚異の小宇宙（コスモ）！エデンの使命！                           | Subaru, Kyōi no Kosumo! Eden no Shimei! (Subaru, l'incroyable cosmos ! La mission d'Éden !)                                                   | 4 août 2013           |
| 68 | Koga et Pallas. Rencontre sur le champ de bataille                                       | 光牙とパラス！戦場の出会い！                                         | Kōga to Parasu! Senjō no Deai! (Kōga et Pallas ! La rencontre sur le champ de bataille !)                                                     | 11 août 2013          |
| 69 | Un ouragan de flammes. L'Amitié ente Yuna et Soma                                        | 炎の嵐を起こせ！ユナと蒼摩の友情！                                   | Honō no Arashi wo Okose! Yuna to Sōma no Yūjō! (Réveillez une tornade enflammée ! L'amitié de Yuna et Sōma !)                                 | 18 août 2013          |
| 70 | Le Destructeur d'armures. Le Pallassin solitaire attaque !                               | 聖衣（クロス）の破壊者！はぐれパラサイト来襲！                       | Kurosu no Hakaisha! Hagure Parasaito Raishū! (Le destructeur d'armure ! L'attaque du Pallasite errant !)                                      | 1er septembre 2013    |
| 71 | L'Armure maudite. Le Petit Cheval                                                        | 呪われた聖衣（クロス）！？小馬座（エクレウス）の聖闘士（セイント）！ | Norowareta Kurosu!? Ekureusu no Seinto! (L'armure maudite !? Le chevalier du Petit Cheval !)                                                  | 15 septembre 2013     |
| 72 | La Transmission d'une armure. La Naissance de Subaru du Petit Cheval                     | 聖衣（クロス）、継承！小馬座（エクレウス）の昴、誕生！               | Kurosu, Keishō! Ekureusu no Subaru, Tanjō! (L’héritage de l'armure ! La naissance de Subaru du Petit Cheval !)                                | 22 septembre 2013     |
| 73 | Les Larmes du Petit Cheval. L'Éveil des deux armures !                                   | 小馬座（エクレウス）の涙！？覚醒する二つの聖衣（クロス）！           | Ekureusu no Namida!? Kakusei suru Futatsu no Kurosu! (Les larmes du Petit Cheval ! L'éveil de deux armures !)                                 | 29 septembre 2013     |
| 74 | Le Combat de Kiki. Des compagnons par-delà les générations !                             | 貴鬼の闘い！世代を越えた仲間！                                       | Kiki no Tatakai! Sedai wo Koeta Nakama! (Le combat de Kiki ! Un ami par-delà les générations !)                                               | 6 octobre 2013        |
| 75 | Rendez-vous avec le destin. Le Retour des Gémeaux                                        | 定めの邂逅！双子座（ジェミニ）、再び！                               | Sadame no Kaikō! Jemini, Futatabi! (Rencontre avec le destin ! Le retour des Gémeaux !)                                                       | 13 octobre 2013       |
| 76 | L'Oiseau immortel Ikki du Phénix                                                         | 不死鳥！鳳凰座（フェニックス）の一輝、見参！                         | Fushichō! Fenikkusu no Ikki, Kenzan! (L'oiseau immortel ! Ikki du Phénix arrive !)                                                            | 20 octobre 2013       |
| 77 | Rétablir le cours du temps. Les Chevaliers d'Athéna réunis !                             | 刻（とき）よ動け！集いしアテナの聖闘士（セイント）！                 | Toki yo Ugoke! Tsudoishi Atena no Seinto! (Déplacer le temps ! Les Chevaliers d'Athéna se réunissent !)                                       | 27 octobre 2013       |

#### ArcÉveil d'Omega
| No | Titre français                                                           | Titre japonais                                       | Titre japonais | Date de 1re diffusion |
| No | Titre français                                                           | Kanji                                                | Rōmaji | Date de 1re diffusion |
| -- | ------------------------------------------------------------------------ | ---------------------------------------------------- | --- | --------------------- |
| 78 | Le Début de la bataille finale ! À la rencontre de la déesse maléfique ! | 決戦の始まり！宿命の女神のもとへ！                   | Kessen no Hajimari! Shukumei no Megami no moto e ! (Le début de la bataille décisive ! Auprès des déesses prédestinées !) | 3 novembre 2013       |
| 79 | L'Attaque et la Défense ! La Chaine secrète de Shun !                    | 攻防一体の刺客！瞬、秘策の鎖（チェーン）！           | Kōbō Ittai no Shikaku! Shun, Hisaku no Chēn! (L'attaque et la défense d'un assassin ! Les chaînes secrètes de Shun !)     | 10 novembre 2013      |
| 80 | Le maître du temps ! Le zéro absolu de Hyōga !                           | 時の王！氷河、絶対零度の凍気！                       | Toki no Ō! Hyōga, Zettai Reido no Tōki! (Le roi du temps ! Le zéro absolu de Hyōga !)                                     | 24 novembre 2013      |
| 81 | Les Chrono-Armures. L'attaque des Grands Généraux !                      | 刻衣（クロノテクター）装着！四天王の衝撃！           | Kuronotekutā sōchaku! Shitennō no Shōgeki! (Le Chronotector équipé ! L'attaque des quatre rois célestes !)                | 1er décembre 2013     |
| 82 | Combattre jusqu'au bout. Ikki contre Égéon !                             | 闘志の極み！一輝対アイガイオン！                     | Tōshi no Kiwami! Ikki tai Aigaion! (Un esprit combatif extrême ! Ikki contre Égeon !)                                     | 8 décembre 2013       |
| 83 | Shiryû et Ryûhô. L'esprit du pic des cinq vieillards !                   | 紫龍と龍峰！五老峰の魂！                             | Shiryū to Ryūhō! Gorōhō no Tamashii! (Shiryū et Ryūhō ! L'âme des cinq vieux pics !)                                      | 15 décembre 2013      |
| 84 | Une ombre approche. Les gardiens dorés d'Athéna !                        | 迫る影！アテナ守りし黄金聖闘士（ゴールドセイント）！ | Semaru Kage! Atena Mamorishi Gōrudo Seinto! (Une ombre approche ! Les Chevaliers d'Or protecteurs d'Athéna !)             | 22 décembre 2013      |
| 85 | Un combat contre le destin. La rébellion des Grands Généraux !           | 運命に抗え！反逆の告白！                             | Unmei ni Aragae! Hangyaku no Kokuhaku! (Le combat de la destinée ! La déclaration de la rébellion !)                      | 5 janvier 2014        |
| 86 | Le secret des Armures. Une nouvelle force s'éveille !                    | 聖衣（クロス）の秘密！発動する新たな力！             | Kurosu no Himitsu! Hatsudō-suru Aratana Chikara! (Le secret des armures ! Un nouveau pouvoir est activé !)                | 12 janvier 2014       |
| 87 | L'union des Chevaliers d'Or. La technique interdite !                    | 黄金（ゴールド）団結！禁じられた奥義！               | Gōrudo Danketsu! Kinjirareta Ōgi! (L'union des Chevaliers d'Or ! La technique secrète interdite !)                        | 19 janvier 2014       |
| 88 | Une volonté invincible. L'enseignement des Chevaliers !                  | 残された意志！大いなる聖闘士（セイント）の教え！     | Nokosareta Ishi! Ōinaru Seinto no Oshie! (La détermination subsistante ! L'enseignement des merveilleux Chevaliers !)     | 26 janvier 2014       |
| 89 | L'éveil. L'Oméga, la puissance ultime !                                  | 目覚めろ！究極のΩ（オメガ）！                        | Mezamero! Kyūkyoku no Omega! (Éveillez vous ! L'ultime Omega !)                                                           | 2 février 2014        |
| 90 | La charge du Taureau. Arrivée chez Pallas !                              | 牡牛（タウラス）突進!!到達、パラスの間！             | Taurasu Tosshin!! Tōsatsu, Parasu no Ma! (La charge du Taureau ! Arrivée dans la chambre de Pallas !)                     | 9 février 2014        |
| 91 | Athéna et Pallas. Le combat des déesses !                                | アテナとパラス！女神の決戦！                         | Atena to Parasu! Megami no Kessen! (Athéna et Pallas ! La bataille décisive des déesses !)                                | 16 février 2014       |
| 92 | La révélation de Seiya. Revenir du mensonge !                            | 星矢の本心！偽りからの帰還！                         | Seiya no Honshin! Itsuwari kara no Kikan! (Les vrais sentiments de Seiya ! Revenir sur un mensonge !)                     | 23 février 2014       |
| 93 | Le dieu du temps. Saturne fait son apparition !                          | 刻の神！サターン降臨！                               | Toki no Kami! Satān Kōrin! (Le Dieu du Temps ! L'ascension de Saturne !)                                                  | 2 mars 2014           |
| 94 | Les combattants de l'espoir ! L'union des Chevaliers                     | 希望の闘士！聖闘士（セイント）の絆！                 | Kibō no Tōshi! Seinto no Kizuna! (Les guerriers de l'espoir ! Le lien des Chevaliers !)                                   | 9 mars 2014           |
| 95 | Plus fort qu'un dieu. Le Cosmos de Seiya !                               | 神を超えろ！星矢の小宇宙（コスモ！）                 | Kami wo Koero! Seiya no Kosumo! (Plus fort qu'un dieu ! Le cosmos de Seiya !)                                             | 16 mars 2014          |
| 96 | Le combat final. En avant, Chevaliers de l'Oméga !                       | 最後の戦い！ゆけ、Ω（オメガ）の聖闘士（セイント）！  | Saigo no Tatakai! Yuke, Omega no Seinto! (Le combat final ! Allez, les Chevaliers d'Omega !)                              | 23 mars 2014          |
| 97 | La fin de la bataille. Kôga, deviens une légende !                       | 闘いの果て！光牙よ、伝説となれ！                     | Tatakai no Hate! Kōga yo, Densetsu to Nare! (La fin de la bataille ! Kōga, devient une légende !)                         | 30 mars 2014          |

### Informations diverses sur la série
1. ↑  (en) « Saint Seiya Omega grouped by arcs » sur Anime News Network.com, article du 23 février 2013, consulté le 31 mars 2013
2. ↑  « La nouvelle série Saint Seiya Omega » sur AnimeLand.com, consulté le 7 février 2012
3. ↑  « Saint Seiya Omega - Nouvelle saison et manga en préparation », sur Manga-news.com (consulté le 26 février 2013).
4. ↑  (en) « Saint Seiya Omega new arc staff cast revealed » sur Anime News Network.com, article du 8 mars 2013, consulté le 31 mars 2013
5. ↑  (ja) « の１１月３日から放送される新章「Ω覚醒編」» sur Toei-anim.co.jp, article du 21 octobre 2013, mis en ligne le 11 novembre 2013
6. 1 2  « Une deuxième saison pour Saint Seiya Omega plus date de diffusion »(Archive.org • Wikiwix • Archive.is • Google • Que faire ?), sur AnimeLand.com (consulté le 10 mars 2013).
7. 1 2 3  « Fin de l’anime Saint Seiya Omega, annoncée », sur adala-news.fr (consulté le 24 février 2014).

### Épisodes japonais
1. 1 2 3 4 5 6 7 8 9 10 11 12 13 14 15 16 17 18 19 20 21 22 23 24 25 26 27 28 29 30 31 32 33 34 35 36 37 38 39 40 41 42 43 44 45 46 47 48 49 50 51  (ja) « Saint Seiya Omega – Première saison, épisodes 1 à 51 », sur Tōei animation (consulté le 1er avril 2012).
2. 1 2 3 4 5 6 7 8 9 10 11 12 13 14 15 16 17 18 19 20 21 22 23 24 25 26 27 28 29 30 31 32 33 34 35 36 37 38 39 40 41 42 43 44 45 46  (ja) « Saint Seiya Omega – Deuxième saison, épisodes 52 à 97 », sur Tōei animation (consulté le 7 avril 2013).

### Épisodes français
1. ↑  « Saint Seiya Omega arrive en France » sur AnimeLand.com, consulté le 26 janvier 2013
2. ↑  « Diffusion de la série sur Canal J » sur Programme-tv.com, consulté le 10 novembre 2013
3. ↑  « Saint Seiya Omega : La date de diffusion et les horaires » sur AnimeLand.com, consulté le 13 février 2013
4. ↑  « Suite de la diffusion de la série sur Canal J » sur Programme-tv.com, consulté le 16 février 2014
5. ↑  « Interruption temporaire de la diffusion sur Canal J » sur Programme-tv.com, consulté le 16 février 2014
6. 1 2  « Fiche de Saint Seiya Omega » sur Planète Jeunesse.com, consulté le 11 janvier 2014
7. ↑  « Fiche de la première saison de Saint Seiya Omega : Nombre d'épisodes »(Archive.org • Wikiwix • Archive.is • Google • Que faire ?), sur AnimeLand.com (consulté le 9 avril 2012).
8. ↑  « Fiche de la deuxième saison de Saint Seiya Omega : Nombre d'épisodes »(Archive.org • Wikiwix • Archive.is • Google • Que faire ?), sur AnimeLand.com (consulté le 9 avril 2012).